# Wallace Diestelmeyer
Wallace William Diestelmeyer, född 14 juli 1926 i Kitchener i Ontario, död 23 december 1999 i Oakville, var en kanadensisk konståkare.
Diestelmeyer blev olympisk bronsmedaljör i konståkning vid vinterspelen 1948 i Sankt Moritz.